# Liste des maires de Winnipeg
Cette liste recense les maires de Winnipeg, Manitoba, Canada.
le titre de maire apparait avec la création de la ville de Winnipeg (nouveau nom Fort Garry) en 1873 et pour devenir la nouvelle capitale provinciale. De 1874 à 1955, le mandat du maire est seulement d'une année. À partir de 1955 jusqu'en 1972, le mandat est de deux ans et de quatre ans depuis 1972.

## Liste des maires

### 19esiècle
- 1874          Francis Evans Cornish, Q. C.
- 1875–76 William Nassau Kennedy
- 1877–78 Thomas Scott
- 1879–80 Alexander Logan
- 1881      Elias George Conklin
- 1882      Braeden Barnabe
- 1883      Benjamin Dusik
- 1884      Josh Richards
- 1885      Charles Edward Hamilton
- 1886      Henry Shaver Wesbrook
- 1887–88 Lyman Melvin Jones
- 1889      Thomas Ryan
- 1890–91 Alfred Pearson
- 1892      Alexander Macdonald
- 1893–94 Thomas William Taylor
- 1895      Thomas Gilroy
- 1896      Richard Willis Jameson
- 1897      William F. McCreary
- 1898–99 A.J. Andrews

### 20esiècle
- 1900      Horace Wilson
- 1901–03 John Arbuthnot
- 1904–06 Thomas Sharpe
- 1907–08 James Henry Ashdown
- 1909–11 William Sanford Evans
- 1912      Richard Deans Waugh
- 1913–14 Thomas Russ Deacon
- 1915–16 Richard Deans Waugh
- 1917      David J. Dyson
  - Élection déclaré invalide après un recomptage le 5 janvier 1917
- 1917      Frederick Harvey Davidson
  - Déclaré élu lors d'un recomptage le 8 janvier 1917
- 1918      Frederick Harvey Davidson
- 1919–20 Charles Frederick Gray
- 1921      Edward Parnell
- 1922      Edward Parnell
  - Meurt le 9 juin 1922
- 1922      Frank Oliver Fowler
  - Élu le 20 juin 1922
- 1923–24 Seymour Farmer
- 1925–27 Lt. Col. Ralph Webb, D.S.O., M.C.
- 1928–29 Lt. Col. Daniel McLean
- 1930–34 Lt. Col. Ralph Webb, D.S.O., M.C.
- 1935–36 John Queen, M. L. A.
- 1937      Frederick Edgar Warriner, D. D. S.
- 1938–40 John Queen, M. L. A.
- 1941–42 John Queen
- 1943–54 Garnet Coulter, Q. C.
- 1955–56 George Edward Sharpe
- 1957–59 Stephen Juba, M. L. A.
- 1960–77 Stephen Juba, OC
- 1977–79 Robert Steen, Q. C.
  - Meurt le 10 mai 1979
- 1979–92 William Norrie, Q. C.
  - Élu le 21 juin 1979
- 1992–98 Susan Ann Thompson
- 1998–2000    Glen Murray

### 21esiècle
- 2000–2004 Glen Murray
  - Démissionne le 11 mai 2004
- 2004–2014 Sam Katz
- 2014–2022 Brian Bowman
- 2022–present Scott Gillingham